# 헬 페스트
《헬 페스트》(영어: Hell Fest)는 2018년 개봉한 미국의 슬래셔 영화이다.

## 줄거리
핼러윈 밤에 젊은 연인 세 쌍이 으시시한 미로 탈출 게임을 제공하는 축제인 헬 페스트를 찾는다. 이들은 곧 가면을 쓴 살인마에게 쫓기기 시작한다.

## 출연
- 에이미 포사이스 - 내털리 역
- 레인 에드워즈 - 브룩 역
- 벡스 테일러클라우스 - 테일러 앤 스마이드 역
- 크리스천 제임스 - 퀸 역
- 맷 머큐리오 - 애셔 역
- 로비 어탈 - 개빈 역
- 토니 토드 - 축제 호객꾼 역